# Савиано, Роберто
Роберто Савиано (итал. Roberto Saviano; 1979, Неаполь) — итальянский писатель и журналист, получивший всемирную известность благодаря роману-репортажу «Gomorra» (2006), переведённому на 42 языка. По мотивам книги снят одноимённый фильм Маттео Гарроне, а также одноимённый сериал.

## Биография
Родился и вырос в Неаполе. После окончания факультета философии Неаполитанского университета подрабатывал журналистом, писал короткие рассказы. А потом устроился ассистентом фотографа, работавшего на мафиозных свадьбах. Отец Савиано был врачом скорой помощи. Однажды он спас недобитого мафией 18-летнего паренька — и за это сам был избит до полусмерти.

## Достижения
Прославился благодаря роману-репортажу «Гоморра» («Gomorra») (2006), переведённому на 42 языка. По мотивам этой книги был снят одноимённый фильм Маттео Гарроне. Савиано занимается также журналистской работой, сотрудничает с газетами «Espresso» и «Repubblica» в Италии, а также со многими иностранными периодическими изданиями, такими как «Times», «Die Zeit», «El Pais», «Washington Post». В октябре 2008-го в одной только Италии было распродано 1,8 миллиона экземпляров романа.
Возмущённая книгой итальянская преступная организация «Каморра» вынесла писателю смертный приговор, поэтому писатель вынужден 24 часа в сутки находиться под охраной государственной полиции. В 2008 году он хотел уехать из Италии, так как признался, что устал чувствовать себя пленником. В Италии был создан общественный блок «Я на стороне Савиано». Выдающиеся деятели многих стран мира в апелляции к правительству Италии требуют, чтобы оно защитило писателя от организованной преступности. Среди подписей под апелляцией фигурируют имена шести нобелевских лауреатов (Дарио Фо, Михаила Горбачёва, Гюнтера Грасса, Риты Леви Монтальчини, Орхана Памука и Десмонда Туту).
Вместе с тем, некоторые представители правых кругов обвиняют его в том, что его книга якобы представляет Италию в негативном свете и наносит ущерб международному престижу страны. Недоволен книгой и Сильвио Берлускони. Тем не менее книга вышла в свет в издательстве Mondadori, которое входит в медиа-конгломерат премьер-министра Италии.
В 2010 году Савиано закончил работу над своей новой книгой — «La bellezza e l’inferno» («Красота и ад»).. В том же году он был награждён за неё Европейской книжной премией.
В 2014 году по мотивам первого романа Савиано был снят телесериал «Гоморра».
В 2019 году фильм «Пираньи Неаполя» одним из авторов сценария которого выступал Роберто Савиано, стал обладателем награды «Серебряный медведь» 69-го Берлинского кинофестиваля за лучший сценарий.
В 2020 году снят мини-сериал ZeroZeroZero по одноимённому нон-фикшн роману Савиано. Здесь он также принимал участие в создании сценария.

## Общественная активность
1 августа 2015 года Савиано опубликовал открытое письмо премьер-министру Маттео Ренци, в котором описал положение Юга Италии как катастрофическое и использовал такие выражения, как «Юг умирает», «уезжают все, даже мафия». По словам Савиано, последние одиннадцать лет рост доходов в этом регионе был вдвое ниже, чем в Греции, а уровень рождаемости падает. Тем не менее, там есть достаточно много людей, готовых внести личный вклад в дело его спасения, и долг Ренци — сначала признать, что до сих пор центральные власти ничего не сделали для этого, а затем принять решительные меры, ведущие к изменению ситуации. Савиано уточняет, что имеет в виду не новые вливания денежных средств из бюджета, а создание социально-политических условий для улучшения экономического климата. В частности — необходимо освободить законопослушных предпринимателей от бюрократии и коррупции.
11 декабря 2015 года Савиано опубликовал в газете il Post статью под названием «Жена цезаря и отец Марии Элены Боски», в которой потребовал отставки министра конституционной реформы и по связям с парламентом из-за конфликта интересов — её отец, Пьер Луиджи Боски, являлся вице-президентом Banca Etruria, вошедшего в число банков, которым правительство решило оказать помощь ввиду их тяжёлого финансового положения.
19 июля 2018 года министр внутренних дел Италии Маттео Сальвини подал иск против Савиано, обвинив его в диффамации после публикаций в социальных сетях, в которых писатель называл его «министром преступности». Савиано отреагировал на новость фразой: «Осталось совсем немного до России Путина» (Dietro l’angolo c'è la Russia di Putin).
30 июня 2019 года Савиано опубликовал в газете la Repubblica статью La vergogna sul molo di Lampedusa (Позор на причале Лампедузы) об аресте Каролы Ракете, капитана судна неправительственной организации Sea-Watch, которое в нарушение запрета итальянских властей доставило в порт острова Лампедуза подобранных в море иммигрантов. Основная часть текста посвящена размышлениям об атмосфере ненависти вокруг иммигрантов и тех, кто оказывает им помощь (в момент ареста на причале Ракете подвергалась оскорблениям со стороны собравшейся толпы, которую Савиано охарактеризовал как сборище расистов, сторонников правящих партий «Лига Севера» и «Движение пяти звёзд»).
23 декабря 2020 года коммунальный совет Вероны, контролируемый «Лигой Севера» и «Братьями Италии», за критику в адрес Маттео Сальвини лишил Савиано звания почётного гражданина.